# Contramyzostoma sphaera
Contramyzostoma sphaera is een ringworm. Contramyzostoma sphaera werd in 1998 voor het eerst wetenschappelijk beschreven door Eeckhaut, Grygier en Deheyn. 